# شاسو

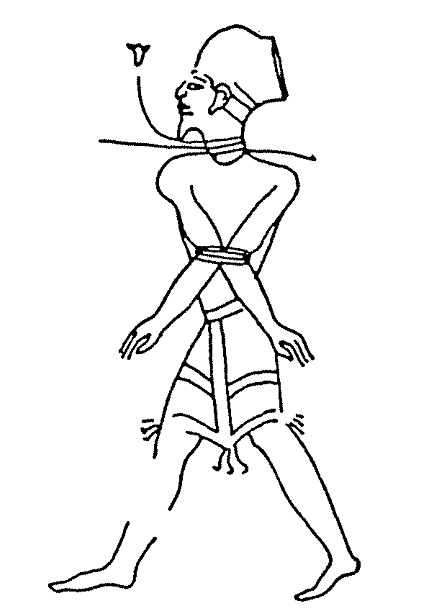
زندانی شاسو همان‌طور که در نقش برجسته رامسس سوم در مدینات هابو به تصویر کشیده شده‌است.

شاسو (انگلیسی: Shasu) از اواخر عصر برنز، دامداری عشایری سامی زبان در شام جنوبی در عصر برنز تا اوایل عصر آهن یا دوره سوم میانی مصر بودند. آنها چادرنشینانی بودند که در قبیله‌هایی سازماندهی شده بودند که توسط یک رئیس قبیله اداره می‌شد و به عنوان دزدان فعال از دره مرج ابن عامر تا اشکلون و شبه‌جزیره سینا توصیف شدند. برخی از آنها نیز به عنوان مزدور برای ارتش‌های آسیایی و مصری کار می‌کردند.
برخی از محققان بنی‌اسرائیل و تتراگراماتون را با شاسو پیوند می‌دهند.

## ریشه‌شناسی
ممکن است اسم این اسم مصری "šꜣsw" باشد که در اصل به معنای «کسانی که پیاده حرکت می‌کنند» است. لوی، آدامز و مونیز احتمالات مشابهی را گزارش می‌کنند: یک کلمه مصری به معنای «سرگردان» و یک کلمه جایگزین سامی به معنای «غارت کردن».

## زمین
اگرچه به نظر می‌رسد که وطن آنها در ماوراءالنهر باشد، اما شاسوها در شمال و جنوب فلسطین، سوریه و حتی مصر نیز ظاهر می‌شوند.

## یهوه شاسوها

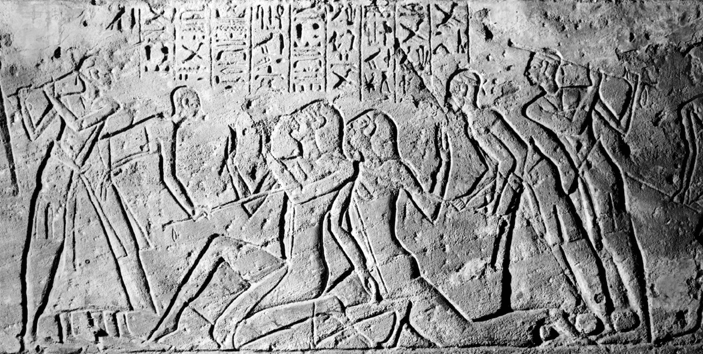
ضرب و شتم جاسوسان شاسو توسط مصریان (جزئیاتی از نبرد کادش حکاکی روی دیوار)

دو متن مصری، یکی مربوط به دوره آمنهوتپ سوم (قرن چهاردهم قبل از میلاد)، دیگری به عصر رامسس دوم (قرن سیزدهم پیش از میلاد)، به /مذهب/ (شاسوها) yhwꜣ، یعنی «سرزمین شاسو»  اشاره دارد که در آنکه در آن yhwꜣ (همچنین به صورت yhwꜣ یا yhw ارائه می‌شود) Yahu «یهو»، یک جای‌نام‌شناسی است.
| tA | M8 | M23 | w | i | i | h | V4 | A |

| tA |

| tA |

| M8 |

| M8 |

| M23 |

| M23 |

| w |

| w |

| i | i |

| i | i |

| h |

| h |

| V4 |

| V4 |

| G1 |

| G1 |

در مورد نام yhwꜣ، مایکل استور مشاهده کرد که «نمود هیروگلیف دقیقاً با تتراگراماتون زبان عبری یا یهوه مطابقت دارد» و بیش از پانصد سال از قدیمی‌ترین رخداد یافت آن نام الهی (یهوه) - بر روی سنگ یادبود موآبی قدمت دارد.
کارل ون در تورن نتیجه می‌گیرد: «در قرن چهاردهم قبل از میلاد، قبل از اینکه فرقه یهوه به اسرائیل برسد، گروه‌هایی از پادشاهی ادوم و مدین‌ها یهوه را به عنوان خدای خود می‌پرستیدند.»
دونالد بی ردفورد استدلال کرده‌است که اولین اسرائیلی‌ها، کوهستانی‌های نیمه کوچ‌نشین در مرکز کنعان که در سنگ یادبود مرنپتاه در پایان قرن سیزدهم پیش از میلاد از آنان ذکر رفته‌است، باید به عنوان یک منطقه محصور در شاسو در نظر گرفته شوند. از آنجایی که سنت بعدی کتاب مقدس، یهوه را «از کوه سعیر بیرون آمده» نشان می‌دهد، شاسوها، در اصل از اهالی موأب و شمال ادوم/سعیر بودند، آنها یکی از عناصر اصلی را در ملغمه تشکیل دادند که «اسرائیل» و بعداً پادشاهی اسرائیل (پادشاهی متحد) را تأسیس کرد. دونالد بی ردفورد طبق تحلیل خود از نامه‌های عمارنه، آنسون رینی به این نتیجه رسید که توصیف شاسو به بهترین وجه با توصیف اسرائیلیان اولیه مطابقت دارد. اگر این شناسایی درست باشد، این اسرائیلی‌ها/شاسو در اواخر قرن سیزدهم قبل از میلاد در ارتفاعات در روستاهای کوچک با ساختمان‌هایی شبیه به ساختمان‌های کنعان معاصر ساکن شدند.